# ديف هاردي
ديف هاردي (بالإنجليزية: Dave Hardie)‏ هو لاعب كرة قدم أسترالية أسترالي، ولد في 8 فبراير 1928، وتوفي في 9 يونيو 2003.

## وصلات خارجية
- ديف هاردي على موقع AustralianFootball.com (الإنجليزية)
- ديف هاردي على موقع AFLtables.com (الإنجليزية)